# Ksar Tabouassamt
Ksar Tabouassamt (en arabe : قصر تبوعصامت) est un village fortifié dans la province d'Errachidia, région Draa-Tafilalet au sud-est du Maroc .